# Noticastrum diffusum
Noticastrum diffusum là một loài thực vật có hoa trong họ Cúc. Loài này được (Pers.) Cabrera mô tả khoa học đầu tiên năm 1974.